# Brinay (Nièvre)

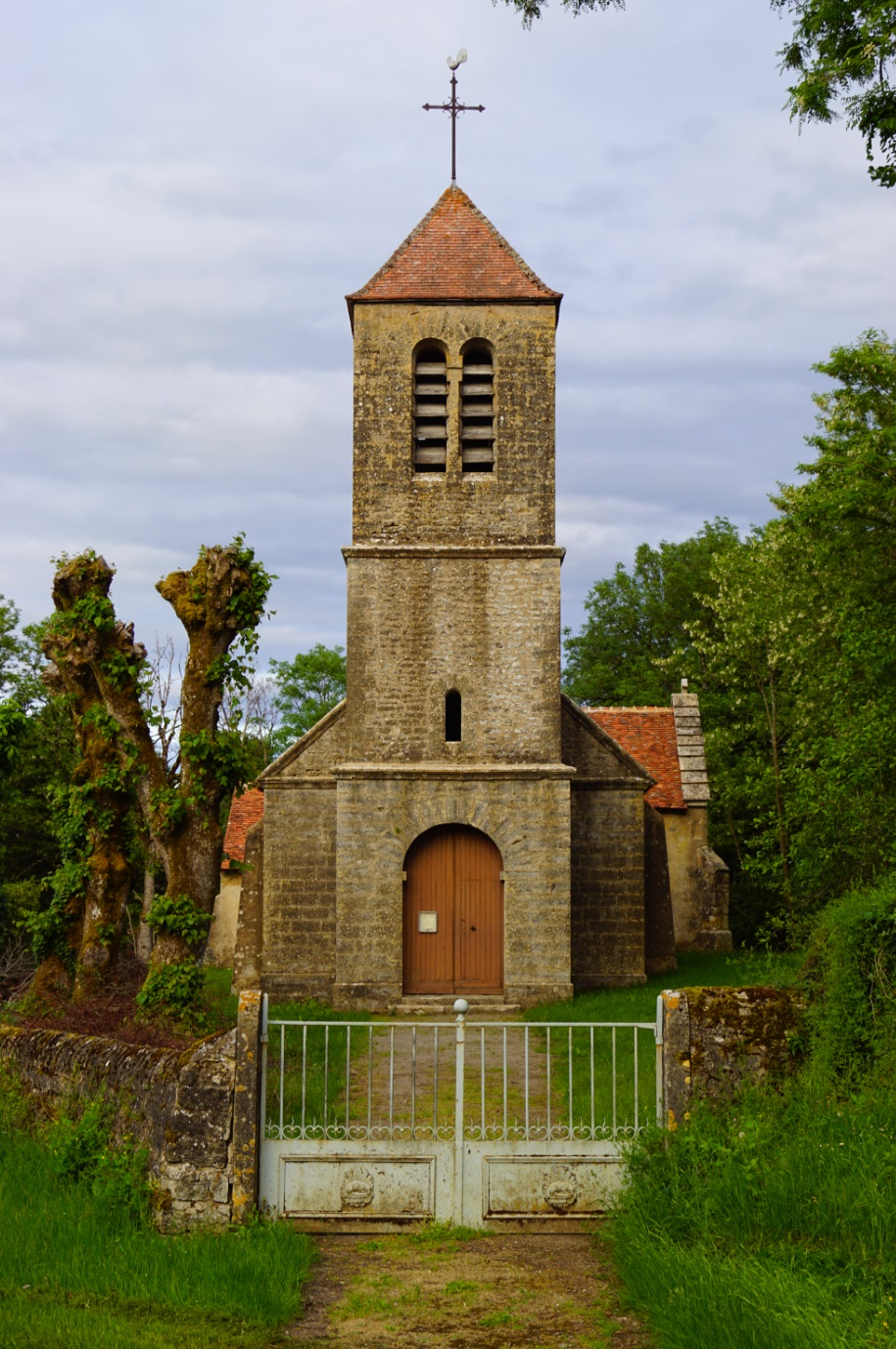
Kirche Saint Denis, Brinay

Brinay ist eine französische Gemeinde mit 145 Einwohnern (Stand 1. Januar 2022) im Département Nièvre in der Region Bourgogne-Franche-Comté (vor 2016 Bourgogne). Sie gehört zum Arrondissement Château-Chinon (Ville) und zum Kanton Château-Chinon (bis 2015 Châtillon-en-Bazois).

## Geographie
Brinay liegt etwa 60 Kilometer ostsüdöstlich von Nevers im Morvan. Umgeben wird Brinay von den Nachbargemeinden Tamnay-en-Bazois im Norden, Maux im Nordosten, Limanton im Süden und Osten, Biches im Westen und Südwesten sowie Alluy im Westen und Nordwesten.

## Bevölkerungsentwicklung
| Jahr                       | 1962 | 1968 | 1975 | 1982 | 1990 | 1999 | 2006 | 2011 | 2016 |
| -------------------------- | ---- | ---- | ---- | ---- | ---- | ---- | ---- | ---- | ---- |
| Einwohner                  | 213  | 186  | 169  | 163  | 138  | 137  | 148  | 161  | 147  |
| Quellen: Cassini und INSEE |      |      |      |      |      |      |      |      |      |

## Sehenswürdigkeiten
- Kirche Saint-Denis